# Chiniak
Chiniak (Cing’iyak in lingua Alutiiq) è un CDP degli Stati Uniti d'America, situato nello Stato dell'Alaska e in particolare nel Borough di Kodiak Island.